# Shisha Pangma
Lo Shisha Pangma (Gosainthan) è la quattordicesima montagna più alta della Terra con i suoi 8.027 m s.l.m., la più bassa dei 14 ottomila, situato in Tibet all'interno della catena dell'Himalaya. Unico ottomila interamente in territorio cinese, è stato l'ultimo ad essere conquistato a causa della sua posizione e delle conseguenti restrizioni politiche imposte dalla Cina.

## Vette
Lo Shisha Pangma è costituito da tre cime principali:
- Shisha Pangma, 8.027 m
- Shisha Pangma Centrale, 8.008 m
- Shisha Pangma Ovest, 7.966 m

## Ascensioni

### Prima ascensione
La prima ascensione dello Shisha Pangma fu compiuta il 2 maggio del 1964 ad opera di una spedizione cinese guidata da Xǔ Jìng. La spedizione che raggiunse la vetta era costituita anche da Zhāng Jùnyán, Wáng Fùzhōu, Wū Zōngyuè, Chén Sān, Soinam Dorjê (Suǒnán Duōjí), Chéng Tiānliàng, Migmar Zhaxi (Mǐmǎ Zháxī), Dorjê (Duōjí) e Yún Dēng.

### Prima ascensione femminile
La prima ascensione femminile fu compiuta il 30 aprile 1981 da Junko Tabei, facente parte di una spedizione giapponese. Per Tabei si trattò della seconda prima femminile dopo l'Everest nel 1975.

### Prima ascensione invernale
La prima salita invernale è stata realizzata il 14 gennaio 2005, da Piotr Morawski e Simone Moro. L'italiano è stato il primo non polacco a compiere una prima invernale di un ottomila.
L'11 dicembre 2004 Jean-Christophe Lafaille aveva raggiunto la cima in condizioni invernali e in solitaria. Questa salita gli aveva valso la candidatura al Piolet d'Or 2004.

### Record
Il 17 aprile 2011 Ueli Steck ha raggiunto la vetta per la parete sud-ovest in solitaria, nel tempo record di 10 ore e mezza dal campo base avanzato a 5.800 m.

### Incidenti
Su questa montagna, il 14 ottobre 2009 ha perso la vita lo scalatore bergamasco Roberto Piantoni.

## Discese in sci
- Nel settembre 1988 Giorgio Daidola compie la prima salita e discesa con gli sci da telemark dalla cima centrale. Si tratta del primo ottomila disceso con la tecnica del telemark.
- Il 28 settembre 1999 l'italiano Edmond Joyeusaz compie una discesa con gli sci dalla cima centrale.[7]

## Galleria d'immagini

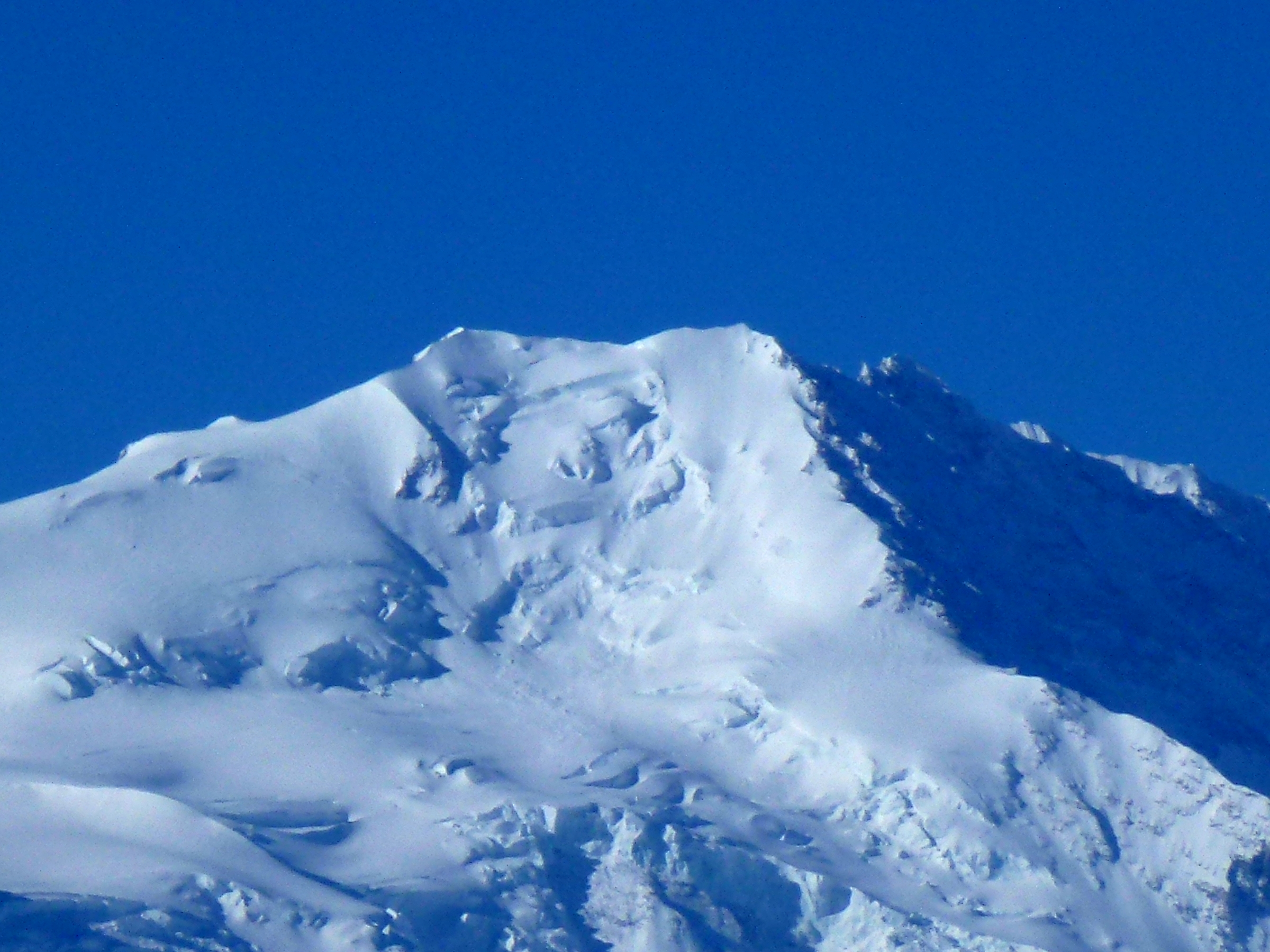
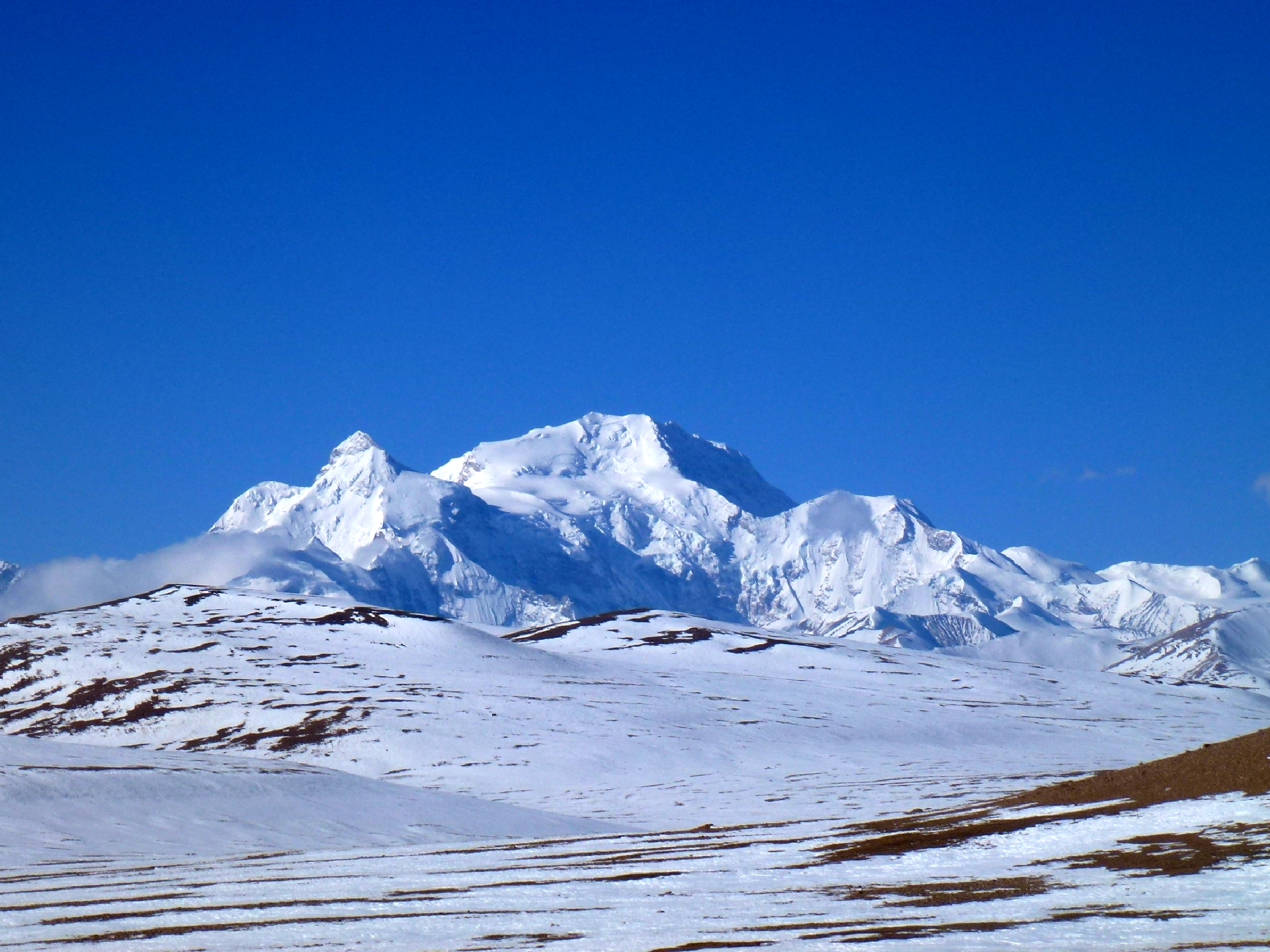
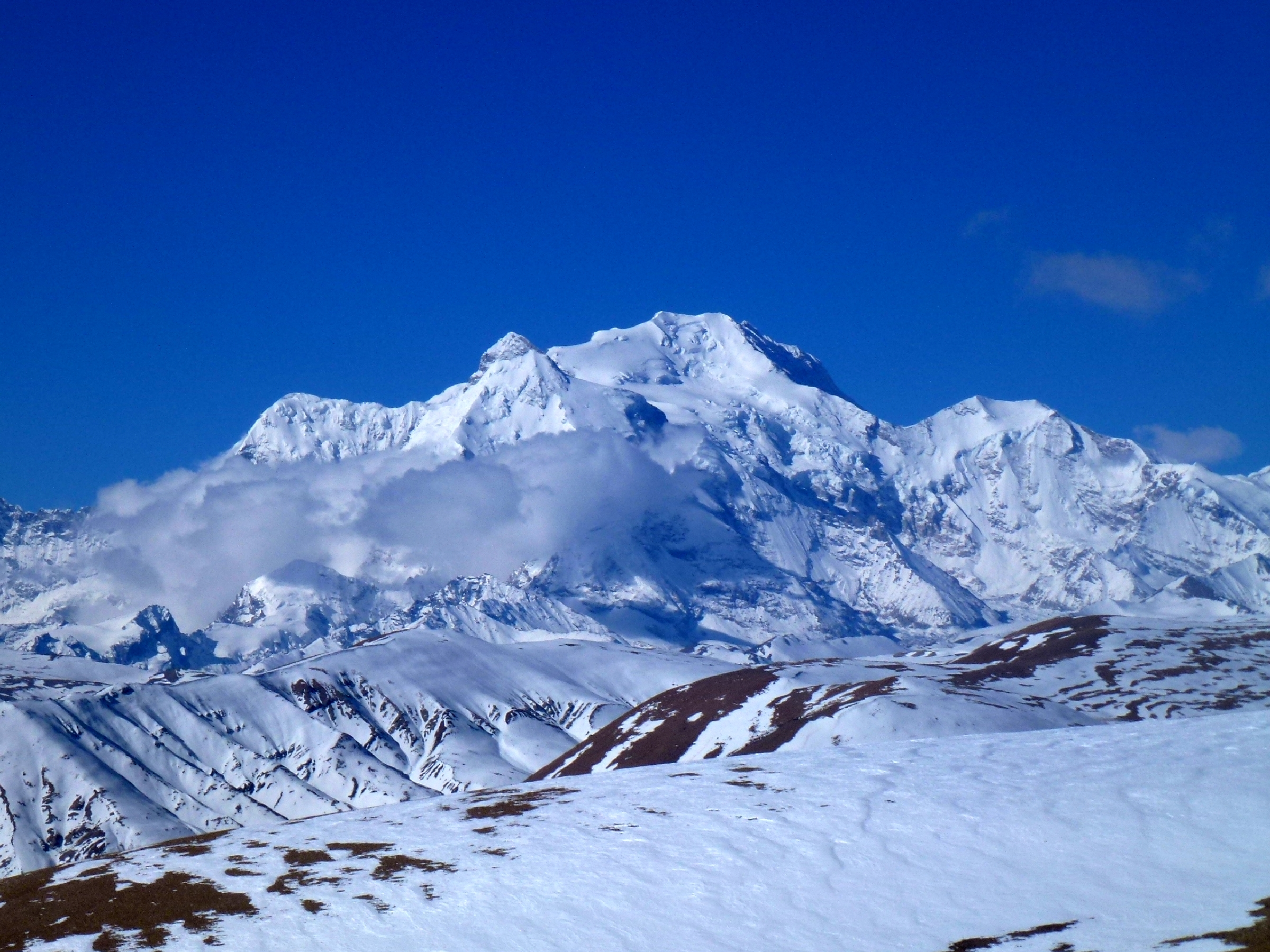
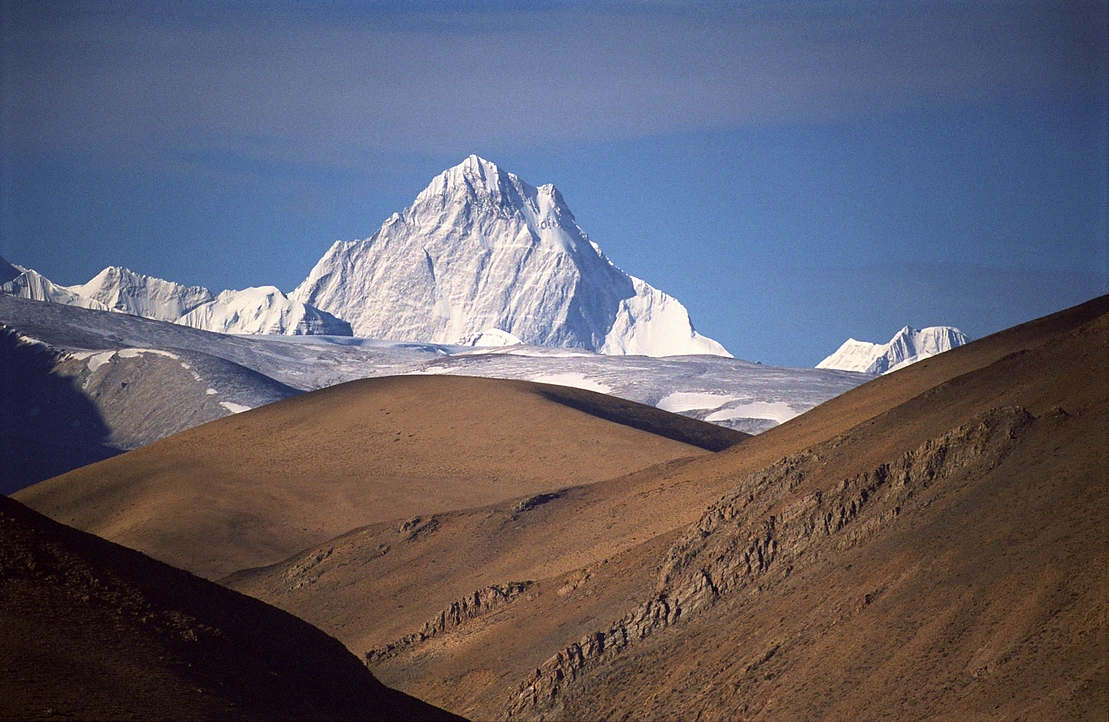